# IEEE 802.15
IEEE 802.15 er specifikation nummer 15 fra den generelle netværks standard IEEE 802 som omhandler trådløst netværk: WLAN. Standarden udarbejdes af 4 arbejdsgrupper:
- Arbejdsgruppe 1 (WPAN/Bluetooth) som omhandler Bluetooth, og resulterede i specifikationen 802.15.1, der blev frigivet den 14 Juni 2002. Den omhandler hardware medie tilgang (MAC) og det fysiske lag (lag 1 fra OSI-modellen) arvet fra Bluetooth 1.1.

- Arbejdsgruppe 2 (Sameksistens) beskæftiger sig med sameksistensen af trådløs LAN (802.11) og trådløs PAN.

- Arbejdsgruppe 3 er faktisk 2 grupper: 3 (WPAN højhastighed) og 3a (WPAN Alternate Higher Rate), der begge omhandler højhastigheds WPAN standarder (20 Mbit/s eller hurtigere).

- Arbejdsgruppe 4 (WPAN Lavhastighed) beskæftiger sig med lavhastighedskommunikation, men med meget lang batterilevetid (måneder eller år). Den første version af 802.15.4 standarden blev frigivet i maj 2003. I marts 2004, efter at have dannet arbejdsgruppe 4b, indstillede arbejdsgruppe 4 sit arbejde. Den nye gruppe, 4b sigter efter at få præciseret og forbedret enkelte dele af arbejdsgruppe 4s standard. ZigBee specifikationens øverste protokollag er baseret på specifikationen lavet af denne gruppe.